# Alexandru Solovei
Alexandru Solovei (ur. 2004) – mołdawski zapaśnik startujący w stylu klasycznym. 
Brązowy medalista mistrzostw Europy w 2025. 
Mistrz Europy U-23 w 2025. Wicemistrz świata juniorów w 2022 i 2023. Mistrz Europy juniorów w 2023 i drugi w 2024. Mistrz świata i Europy kadetów w 2021 roku.